# Seznam aragonských králů

Znak aragonských králů

Toto je seznam panovníků Aragonského království.

## Související články

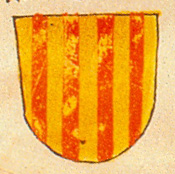

## Seznam králů
| Dynastie   | Období vlády | Období vlády | Jméno                       | Přízvisko                   | Narození                    | Úmrtí | Poznámky                                                                                          | Obrázek                     |                             |
| Dynastie   | Od           | do           | Jméno                       | Přízvisko                   | Narození                    | Úmrtí | Poznámky                                                                                          | Obrázek                     |                             |
| Jiménez    | 1035         | 1063         | Ramiro I.                   |                             |                             | |                                                                                                   |                             |                             |
| Jiménez    | 1063         | 1094         | Sancho I.                   | Ramírez                     |                             | | od roku 1076 rovněž králem Navarry                                                                |                             |                             |
| Jiménez    | 1094         | 1104         | Petr I.                     |                             |                             | |                                                                                                   |                             |                             |
| Jiménez    | 1104         | 1134         | Alfons I.                   | Válečník                    |                             | |                                                                                                   |                             |                             |
| Jiménez    | 1134         | 1137         | Ramiro II.                  | Mnich                       |                             | |                                                                                                   |                             |                             |
| Jiménez    | 1137         | 1162         | Petronila                   |                             |                             | |                                                                                                   |                             |                             |
|            | 1162         | 1162         | Vznik Zemí Aragonské koruny | Vznik Zemí Aragonské koruny | Vznik Zemí Aragonské koruny | Vznik Zemí Aragonské koruny                                                                               | Vznik Zemí Aragonské koruny                                                                       | Vznik Zemí Aragonské koruny | Vznik Zemí Aragonské koruny |
|            | 1162         | 1196         | Alfons II.                  | Zdrženlivý                  |                             | |                                                                                                   |                             |                             |
| 1196       | 1213         | Petr II.     |                             |                             |                             | |                                                                                                   |                             |                             |
| 1213       | 1276         | Jakub I.     | Dobyvatel                   | 1208                        | 1276                        | také valencijský a mallorský král                                                                         |                                                                                                   |                             |                             |
| 1276       | 1285         | Petr III.    | Veliký                      | 1239                        | 1285                        | také valencijský, sicilský král a barcelonský hrabě                                                       |                                                                                                   |                             |                             |
| 1285       | 1291         | Alfons III.  | Štědrý                      | 1265                        | 1291                        | také jako Alfons I. král valencijský a jako Alfons II. hrabě barcelonský                                  |                                                                                                   |                             |                             |
| 1291       | 1327         | Jakub II.    | Spravedlivý                 | 1267                        | 1327                        | také valencijský král, barcelonský hrabě a jako Jakub I. král sicilský                                    |                                                                                                   |                             |                             |
| 1327       | 1336         | Alfons IV.   | Dobrý                       | 1299                        | 1336                        | také král sardinský jako Alfons I., jako Alfons II. král valencijský a jako Alfons III. hrabě barcelonský |                                                                                                   |                             |                             |
| 1336       | 1387         | Petr IV.     |                             | 1319                        | 1387                        | králem valencijský pod jménem Petr II.                                                                    |                                                                                                   |                             |                             |
| 1387       | 1396         | Jan I.       | Lovec                       | 1350                        | 1396                        | také valencijský král                                                                                     |                                                                                                   |                             |                             |
| 1396       | 1410         | Martin I.    | Soucitný                    | 1356                        | 1410                        | také valencijský král                                                                                     |                                                                                                   |                             |                             |
|            | 1410         | 1412         | Interregnum                 | Interregnum                 | Interregnum                 | Interregnum                                                                                               | Interregnum                                                                                       | Interregnum                 |                             |
| Trastámara | 1412         | 1416         | Ferdinand I.                |                             | 1380                        | 1416 | také král valencijský a sicilský                                                                  |                             |                             |
| Trastámara | 1416         | 1458         | Alfons V.                   | Šlechetný nebo Veliký       | 1396                        | 1458 | také jako Alfons III. král valencijský a jako Alfons IV. hrabě barcelonský                        |                             |                             |
| Trastámara | 1458         | 1479         | Jan II.                     | Veliký                      | 1398                        | 1479 | také král valencijský, sicilský a navarrský                                                       |                             |                             |
| Trastámara | 1479         | 1516         | Ferdinand II.               | Katolický                   | 1452                        | 1516 | také král sicilský, valencijský, hornonavarrský jako Ferdinand I. a neapolský jako Ferdinand III. |                             |                             |